# Claude-Emmanuel de Pastoret
Claude-Emmanuel Joseph Pierre de Pastoret (Marsiglia, 24 dicembre 1755 – Parigi, 28 settembre 1840) è stato un politico e scrittore francese.

## Biografia
Pastoret fu eletto membro dell'Académie des inscriptions et belles-lettres dopo la pubblicazione del suo Zoroastre, Confucius et Mahomet comparés comme sectaires, legislateurs et moralistes.
Massone, fu Maestro venerabile della loggia parigina "Les Neuf Sœurs" del Grande Oriente di Francia dal 1788 al 1789.
Nel 1790 a Pastoret, che allora era presidente del corpo elettivo parigino dell'Assemblea Nazionale, vennero offerte le cariche di Ministro degli Interni e di Ministro della Giustizia da un ormai disperato Luigi XVI. Egli rifiutò e venne eletto Procuratore generale del dipartimento della Senna. Fu durante questo incarico che si rese artefice della trasformazione della chiesa di Sainte-Geneviève nel tempio dove i resti dei futuri parigini illustri sarebbero stati onorati: il Pantheon di Parigi.
Egli sostenne inoltre nell'Assemblea Nazionale Francese l'abolizione della schiavitù e la secolarizzazione dello Stato.
Dopo il colpo di Stato del 18 fruttidoro un certo V. Pastoret venne incluso nel Consiglio dei Cinquecento (les Cinq-Cents).
Durante il Primo Impero Francese si dedicò alla carriera universitaria e sotto Luigi XVIII gli venne assegnato il titolo di Pari di Francia per i suoi estesi lavori sulla Carta Costituzionale.
Nel 1830 si rifiutò di prestare giuramento di fedeltà a Luigi Filippo e venne esautorato da tutte le sue funzioni.

## Opere
Tra gli altri lavori pubblicati ci sono il Traité des lois pénales e una ponderosa Histoire de la législation (11 volumi).